# Joel Larsson
Joel Larsson, född 10 december 1895 i Jumkil, Uppsala län, död 12 oktober 1970, var en svensk ingenjör och företagsledare.
Larsson tog examen från KTH 1920, var anställd vid AB Mangano-Silicium 1920, vid Stockholms gasverk 1921-1922, vid Jernkontoret 1922-1923, vid SKF i Göteborg 1923-1925, var laboratoriechef vid SKF Hofors bruk 1925-1929, överingenjör 1930-1937, och blev disponent 1937. Han var SKF:s vice verkställande direktör 1941-1953, och verkställande direktör 1953-1961. Ordförande för Sveriges verkstadsförening 1953-1955.
Han invaldes som ledamot av Ingenjörsvetenskapsakademien 1957.